# Spoorlijn 66
Spoorlijn 66 is een Belgische spoorlijn die de steden Brugge en Kortrijk verbindt. De spoorlijn is 54,5 km lang.

## Geschiedenis
Op 4 oktober 1846 werd een eerste deel van deze lijn enkelsporig aangelegd tussen Brugge en Torhout. In de loop van 1847 werd de lijn verder uitgebreid naar Lichtervelde, Roeselare, Izegem, Ingelmunster en Kortrijk. De spoorlijn werd net als spoorlijn 69 (Kortrijk - Poperinge - Franse grens) aangelegd door de private spoorwegmaatschappij Flandre Occidentale, die in 1906 werd genationaliseerd, en daarmee werd ondergebracht bij de Belgische Staatsspoorwegen.

### Crisis
Het project creëerde tewerkstelling in de streek en de lijn kreeg al snel de bijnaam drogenbroodroute, verwijzend naar het inkomen dat de gemiddelde mens er dagelijks verdiende; als het ware genoeg centen om dagelijks een droog brood te kopen. De crisis die Europa in de periode 1845-1848 teisterde was namelijk bijzonder hevig in de vlasstreek: Tielt, Lichtervelde, Roeselare en Kortrijk.
Op 14 juli 1847 werd de volledige lijn Brugge-Kortrijk plechtig in gebruik genomen. De spoorlijn verbeterde geleidelijk aan de situatie in de streek, die volop leed onder de sociaal-economische crisis, met een dieptepunt in 1848. De verbinding met Brugge en Kortrijk, met de haven van Oostende en met de havens in Frankrijk realiseerde een toegenomen mobiliteit en zwengelde de handel en de industrie aan.
Het traject van de spoorlijn werd onder de invloed van de burgemeester van Lichtervelde, Michiel Surmont, nog gewijzigd. Op de kaart is duidelijk te zien dat het traject niet via de Kruiskalsijde loopt maar dichter bij de dorpskern ligt. Toeval of niet, de Lichterveldse burgemeester Surmont had in die omgeving veel grond liggen.

### Dubbel spoor
Het volledige traject kreeg een dubbel spoor in 1908. Alleen het oudste gedeelte bleef enkelsporig. Het oudste gedeelte werd in 1984 dubbelsporig gemaakt. Sinds 20 mei 1986 is de volledige verbinding geëlektrificeerd met een bovenleidingsspanning van 3 kV.
Oorspronkelijk liep de lijn vanuit Brugge rechtstreeks zuidwaarts. Sinds de verplaatsing van het station in Brugge in 1939, loopt de lijn iets verder oostwaarts.
De maximumsnelheid bedraagt 120 km/u.

## Treindiensten
De NMBS verzorgt het personenvervoer met IC, piekuur- en ICT-treinen.
| Serie/treinsoort | Route                                                                                 | Bijzonderheden                                                 |
| ---------------- | ------------------------------------------------------------------------------------- | -------------------------------------------------------------- |
| IC 23            | Oostende - Kortrijk - Zottegem - Brussel - Brussels Airport-Zaventem                  | Stopt in het weekend bijkomend in Munkzwalm                    |
| IC 32            | (Oostende -) Brugge - Kortrijk                                                        | Tijdens de spits van/naar Oostende Rijdt in het weekend 1×/2u. |
| P                | Blankenberge - Brugge - Kortrijk                                                      | Tijdens de spits                                               |
| P                | (Knokke -) Brugge - Kortrijk                                                          | Tijdens de spits, in de ochtendspits naar Knokke               |
| IC 12            | (Oostende - Brugge -) Kortrijk - Gent-Sint-Pieters - Brussel - Leuven (- Welkenraedt) | 2×/dag tijdens de spits                                        |
| ICT              | Charleroi-Centraal - Moeskroen - Lichtervelde - Brugge - Blankenberge                 | Rijdt enkel in juli en augustus                                |

## Aansluitingen
In de volgende plaatsen is of was er een aansluiting op de volgende spoorlijnen:
Brugge
Spoorlijn 50A tussen Brussel-Zuid en Oostende
Spoorlijn 50D tussen Y Stuyvenberg en Brugge
Spoorlijn 51 tussen Brugge en Blankenberge
Spoorlijn 58 tussen Y Oost Δ Ledeberg en Brugge
Torhout
Spoorlijn 62 tussen Oostende en Torhout
Spoorlijn 63 tussen Torhout en Ieper
Lichtervelde
Spoorlijn 73 tussen Deinze en De Panne
Roeselare
Spoorlijn 64 tussen Roeselare en Ieper
Spoorlijn 65 tussen Roeselare en Menen
Ingelmunster
Spoorlijn 66A tussen Ingelmunster en Anzegem
Spoorlijn 73A tussen Ingelmunster en Tielt
Y Heule
Spoorlijn 272 tussen Y Heule en Kuurne
Kortrijk
Spoorlijn 75 tussen Gent-Sint-Pieters en Moeskroen
Spoorlijn 83 tussen Kortrijk en Amougies

## Verbindingsspoor
66/1: Y Leiebrug (lijn 66) - Kortrijk-Vorming (lijn 75): t.e.m. 2018 dubbelsporig, sinds 2019 herleid tot enkelspoor.

## Galerij

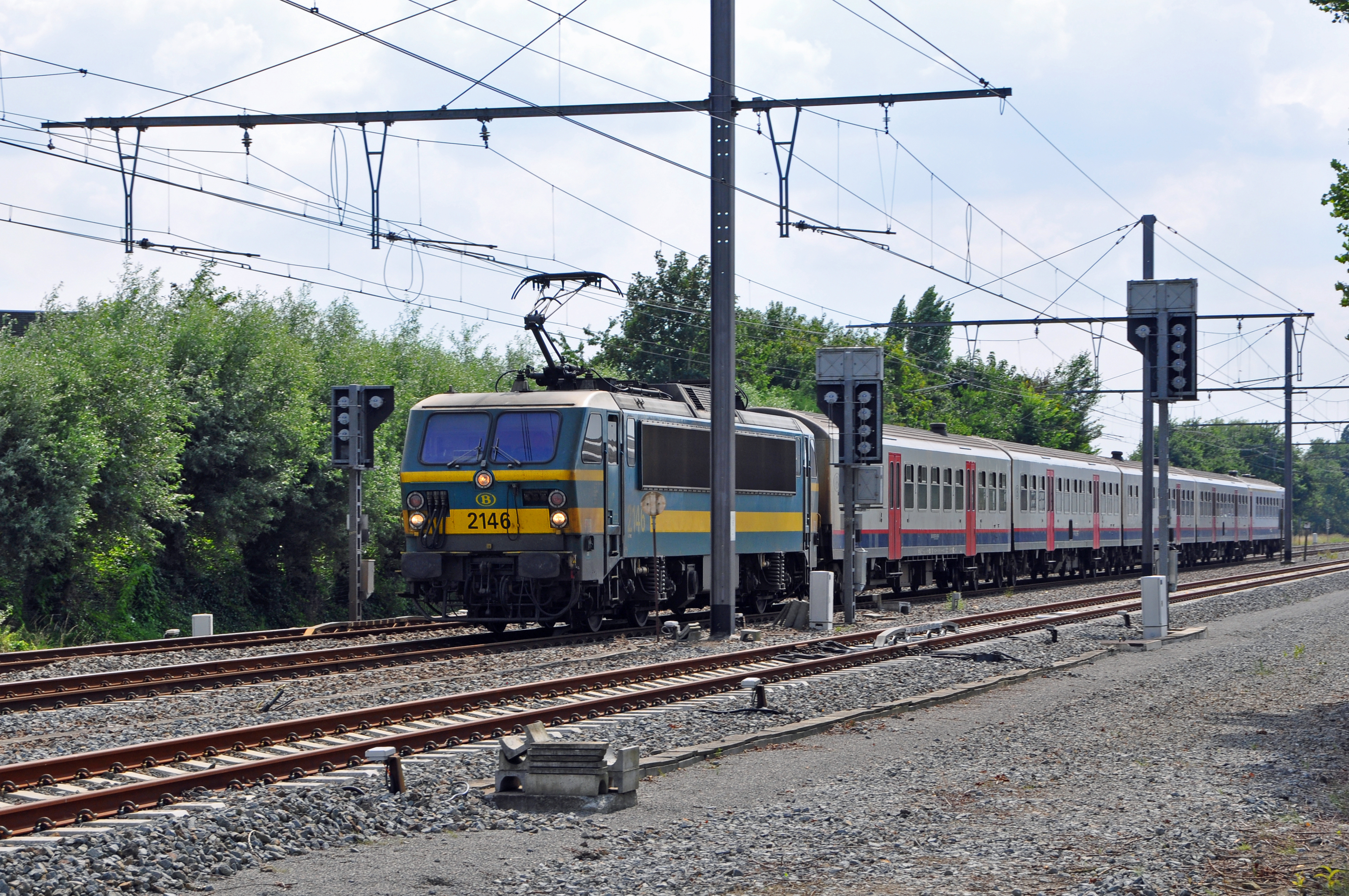
Spoorlijn 66 in Zedelgem